# Bebhionn
Behbionn, også kaldet Saturn XXXVII, og tidligere S/2004 S 11, er en af planeten Saturns måner: Den blev opdaget den 4. maj 2005 ved observationer foretaget af et hold astronomer fra Hawaiis Universitet under ledelse af Scott S. Sheppard mellem den 12. december 2004 og den 11. marts 2005.
| Naturvidenskab | Spire Denne naturvidenskabsartikel er en spire som bør udbygges. Du er velkommen til at hjælpe Wikipedia ved at udvide den. |